# Adaklu-Anyigbe
Le district de Adaklu-Anyigbe  (officiellement Adaklu-Anyigbe District, en Anglais) est l’un des 18 districts de la Région de la Volta au Ghana.

## Villes et villages du district
| - Abuadi - Agortime-Kpetoe - Agortime Afegame - Ahunta | - Helekpe - Kordiabe - Kpetsu - Tsrate | - Waya - Ziofe |

## Sources
- (en)
- (en) Site de Ghanadistricts